# Rudolf Gercke
Rudolf Gercke, nemški general, * 17. avgust 1884, † 17. februar 1947.